# Trichomeloe ovatus
Trichomeloe ovatus es una especie de coleóptero de la familia Meloidae.

## Distribución geográfica
Habita en Tayikistán.